# Vuojadakluoppal
Vuojadakluoppal, enligt tidigare ortografi Vuojatakluoppal, är en sjö i Gällivare kommun i Lappland som ingår i Luleälvens huvudavrinningsområde. Sjön har en area på 0,632 kvadratkilometer och ligger 597 meter över havet. Sjön avvattnas av ett 500 meter långt namnlöst vattendrag som mynnar i Ávddajávri.

## Delavrinningsområde
Vuojadakluoppal ingår i det delavrinningsområde (752724-158009) som SMHI kallar för Utloppet av Vuojatakluoppal. Medelhöjden är 814 meter över havet och ytan är 16,62 kvadratkilometer. Räknas de 31 avrinningsområdena uppströms in blir den ackumulerade arean 1 034,06 kvadratkilometer. Sunddegorži som avvattnar avrinningsområdet har biflödesordning 5, vilket innebär att vattnet flödar genom totalt 5 vattendrag (Suorggejohka, Tjävrráädno, Viedásädno, Stora Luleälven och Luleälven) innan det når havet efter 366 kilometer. Avrinningsområdet består mestadels av kalfjäll (96 procent). Avrinningsområdet har 0,69 kvadratkilometer vattenytor vilket ger det en sjöprocent på 4,1 procent.